# Palacio de Stormont
Los Edificios del Parlamento, a menudo conocidos como Palacio de Stormont por la zona de Belfast donde se ubican, son la sede de la Asamblea de Irlanda del Norte, el órgano legislativo autónomo de Irlanda del Norte. El edificio, diseñado por Arnold Thornely y construido por Stewart & Partners, fue inaugurado por Eduardo, príncipe de Gales (posterior Eduardo VIII), en 1932.
El poder ejecutivo tiene su sede en el cercano castillo de Stormont. En marzo de 1987, el edificio principal del parlamento pasó a ser un edificio catalogado de grado A.